# البهائية والتعليم
هنالك اهتمام بالغ بموضوع التّعليم في الدّين البهائي . تنصّ التّعاليم البهائيّة على مبدأ التّعليم العموميّ والإلزاميّ، والذي تمّ تحديده كأحد المبادئ الأساسيّة إلى جانب وحدانية الله ووحدة الجنس البشريّ.
كتب بهاءالله، مؤسّس الدّين البهائي:
«انْظُرْ إلى الإنسانِ بمثابةِ مَعدِنٍ يَحوي أحجارًا كريمةً تخرجُ بالتَّربيةِ جواهرُهُ إلى عَرْصَةِ الشُّهودِ وينتَفعُ بِها العالمُ الإنسانيُّ.» بهاء الله 
تركز التّعاليم البهائيّة على تعزيز التّربية الأخلاقيّة والرّوحانيّة، بالإضافة إلى الفنون والحرف والعلوم والمهن. التّركيز على التّعليم هو وسيلة للتّطوير الاجتماعيّ والوطنيّ. بما أن على جميع البهائيّين واجب القيام بعمل مفيد للبشريّة، فإن التّعليم البهائيّ يهدف إلى إعداد البهائيّين لأداء مثل هذا العمل.

## الهدف من التعليم
إن أحد أهداف التّعليم العموميّ الإلزامي متضمّن في الصّلاة البهائيّة الصّغرى والّتي تنصّ على أن علّة وسبب وجود الإنسان والهدف من حياته هو معرفة الله تعالى ومحبّته. من الواضح أن أحد أهداف التّعليم هو تسهيل هذه العمليّة. لكن التّعاليم الدّينيّة، مهما كانت هامّة، لا ينبغي لها أن تؤدّي إلى الانقسام والاختلاف. يتفضّل بهاء الله:
«إنّ دار التّعليم في الابتداء يجب عليها أن تعلّم الأطفال شرائط الدّين ليمنعهم الوعد والوعيد المذكوران في الكتب الإلهيّة عن المناهي ويزيّناهم بطراز الأوامر ولكن بمقدار لا ينتهي إلى التّعصب والحميّة الجاهليّة» بهاءالله - مترجم 
يتمّ تطبيق هذا المبدأ بشكلٍ شائع من قِبَل البهائيّين على شكل مشاريع التّنمية الاجتماعيّة وصفوف الأطفال. يظهر التّركيز على التّعليم كوسيلة للتّحسين الاجتماعيّ والوطني في المقتطف التّالي لعبد البهاء، ابن بهاء الله:
«إنّ ألزم الأمور وأولى المتطلّبات المفروضة هو توسيع دائرة المعارف ولا يتصوّر قطّ نجاح ملّة وفلاحها دون تقدّم هذا الأمر الأهمّ الأقوم، كما أنّ الباعث الأعظم لتدنّي الملل وزعزعتها هو الجهل وعدم المعرفة وترى الآن معظم الأهالي غير مُلمّين بالأمور العاديّة ناهيك عن اطّلاعهم بحقائق الأمور الكلّيّة ودقائق مستلزمات هذا العصر.» عبد البهاء 

## ماهيّة التعليم
لا يشير التّعليم المنصوص عليه في الكتابات البهائيّة إلى نوع معيّن أو طريقة معيّنة من التّعليم، ولكن يشير إلى طبيعة الإنسان الرّوحانيّة والجسمانيّة والإنسانيّة، وأنّ لكلّ منها احتياجات تربويّة يجب تلبيتها.

### التّربية الأخلاقيّة والرّوحانيّة
تُركّز التّعاليم البهائيّة على تعزيز التّربية الأخلاقيّة والرّوحيّة، كونها مرتبطة بجوهر الإنسان، والّتي لها تداعيات على باقي المجالات الأخرى في حياته بالإضافة إلى الفنون والحرف والعلوم والمهن.
«التّربية والآداب أعظم من تحصيل العلوم، فالطّفل الطّيّب الطّاهر ذو الفطرة الطّيّبة والأخلاق الحسنة، ولو يكون جاهلًا، أفضل من طفل غير مهذّب قذر وسيّئ الخُلُق، حتّى لو يُصبح ماهرًا في جميع الفنون. لأنّ الطّفل حسن السّلوك نافع ولو كان جاهلًا، وأمّا سيّئ الخُلُق فهو فاسد ومضرّ وإن كان عالِمًا. ولكن إذا تلقّى العلم والأدب معًا فالنّتيجة نورٌ على نور.» عبد البهاء - مترجم 
تمّ التّأكيد على الأطفال، وشرط منحهم التّعليم المناسب، بشكل خاصّ في العديد من الآثار والنّصوص البهائيّة. لذلك أصبحت صفوف الأطفال منتشرة في معظم المجتمعات البهائيّة، وقد تمّ تسميّتها من قِبَل بيت العدل الأعظم في عام 2001 كأحد الأنشطة الأساسيّة الأربعة الّتي يجب على البهائيّين التّركيز عليها.
قام أفراد بهائيّون بتأليف الكتاب الشّهير دليل فضائل الأسرة ، والمُخصَّص للتّربية الرّوحانيّة للأطفال. لقد جلب محتواها متعدد الأديان شعبيّة كافية لبيع أكثر من 100000 نسخة وكسب المؤلّفين مقابلة في برنامج أوبرا وينفري.

### تعلُّم حرفة أو مهنة مفيدة
يجب على كلّ البهائيّين القيام بعمل مفيد للبشريّة. لذلك فإن أحد الأهداف الرئيسيّة للتّعليم البهائيّ هو إعداد البهائيّين لأداء مثل هذا العمل.
«على علماء العصر أن يأمروا النّاس بتحصيل العلوم النّافعة كي ينتفعوا منها بأنفسهم وينتفع منه أهل العالم. كانت وما زالت العلوم التي تبدأ بالكلام وتنتهي بالكلام دون فائدة.  إنّ معظم حكماء إيران يصرفون أعمارهم في دراسة الحكمة ولكنّ الحاصل لهم في العاقبة ليست إلاّ ألفاظًا.» بهاءالله - مترجم 

### تعلُّم القراءة والكتابة
نصّ الإشراق السّابع لبهاءالله على ما يلي:
«كُتب على كلّ أبٍ تربية ابنه وبنته بالعلم والخطّ...» بهاء الله
بينما يوجد عدد من الثّقافات غير الملمّة بالقراءة والكتابة أو الأمّيّة، إن انتشار معرفة القراءة والكتابة كما يفترض البهائيّون هو أحد علامات بروز «حضارة دائمة التّقدّم». على سبيل المثال، لم تعد هناك حاجة للكهنوت ورجال الدّين في هذا العصر لأن القدرة على القراءة والكتابة لم تعد مقتصرة على طبقة معيّنة، بحيث يتم تحديد الشعوب كمتلقّين لنصوصهم المقدّسة.

### تعلُّم اللُّغات
يتوقع البهائيون أن تتعاون حكومات العالم يومًا ما في اختيار لغة ثانويّة عالميّة لاستخدامها في التّواصل العالميّ. وعندها، سيتمّ تدريس تلك اللّغة إلى جانب اللّغة الأم في المدارس في جميع أنحاء العالم.
«يجب... على وكلاء الدّولة أن يشكّلوا مجلسًا ويختاروا في ذلك المجلس لغة من اللّغات وكذلك خطًّا من الخطوط الموجودة أو يبتكروا خطًّا ولغة بديعين ويعلّموهما للأطفال في مدارس العالم.» بهاء الله 

### ما هي الموادّ الّتي يجب أن تُدرس؟
لم يصف الدّين البهائي منهجًا دراسيًّا مثاليًّا بعد، لكنّ النّصوص البهائيّة توضّح فائدة مجموعة متنوعة من المواضيع.
"كنتم قد سألتم حضرة وليّ أمر الله عن معلومات مسهبة بخصوص برنامج التّربية البهائيّة. لا وجود لبرنامج دراسيّ بهائيّ كهذا بعد، كما لا توجد منشورات بهائيّة مخصّصة تمامًا لهذا الموضوع، حيث إنّ تعاليم حضرة بهاء الله وحضرة عبد البهاء لا تقدّم نظامًا تربويًّا محدّدًا ومشروحًا لكنّها تقدّم فقط مبادئ أساسية معيّنة فيها توضّح عددًا من الأفكار التّربويّة الّتي يجب أن يهدف إليها التّربويّون البهائيّون في مجهوداتهم لتأليف برنامج دراسيّ تربويّ مناسب منسجم تمامًا وروح التّعاليم البهائيّة، ويفي بذلك بمتطلّبات العصر الحديث وحاجاته،
وهذه المبادئ الأساسيّة موجودة في النّصوص المقدّسة للأمر المبارك [أي الدّين البهائيّ] ويجب دراستها بعناية ودمجها تدريجيًّا في برامج الكلّيّات والجامعات المختلفة، غير أنّه من الواضح أنّ مهمّة وضع نظام تربويّ في صيغة يعترف بها رسميًّا الأمر المبارك وتنفّذ كذلك في العالم البهائي كلّه إنّما أمر لا يستطيع أن يتعهّده هذا الجيل من المؤمنين وسينجزه تدريجيًّا العلماء والمربّون البهائيّون في المستقبل". شوقي ربّانيّ 
تشير الآثار والكتابات البهائيّة إلى الرّياضيّات والعلوم والتّكنولوجيا والتّجارة والصّناعة والفنون والدّين كموادّ مناسبة لإدراجها في المناهج التّعليميّة.

## القضايا التّربويّة
بالنّسبة للتّعليم، بالإضافة إلى ما يتمّ تدريسه، من المهم أيضًا الانتباه للطّريقة المتّبعة في التّعليم. علاوةً على النّمط التّقليديّ المتّبع للتّعليم، توجد أشكال أخرى من التّعليم مثل التّعليم البديل، وعدم الالتحاق بالمدارس، والتّعليم المنزليّ، وتعليم مونتيسوري، وتعليم والدورف. لا ترفض متطلبات التّعليم البهائيّ بالضرورة أيًّا من هذه الاحتمالات.

### المسؤوليّة
يتحمّل الأب المسؤولية لتعليم طفله، وفي حالة عدم قيامه بمسؤوليّته في تربية أطفاله، فيمكن إجباره بل قد يفقد حقوقه كــأب. تعتبر الأمّهات «المربيات الأوائل» للبشريّة، ويتحمّلنّ مسؤوليتهنّ بهذا الأمر بنفس القدر. علاوة على ذلك، تقع المسؤوليّة أيضًا على عاتق المجتمع ككلّ، كما تتجسّد في المؤسّسات البهائيّة:
«فمن المهام المخوّلة إلى أعضاء المحفل الرّوحانيّ هو أن يبذلوا الجهد بكلّ قواهم وبمساعدة الأحبّاء لتأسيس المدارس من أجل تربية الذّكور والإناث». شوقي ربّانيّ 
في حال وجود ظروف مؤسفة تمنع الآباء والأمّهات أو مجتمعاتهم تعليم جميع أبنائهم، ينصّ التّعاليم البهائيّة على إعطاء الفتيات الأولويّة في حقّ تعليمهنّ على الأولاد.

### العوامل البيئيّة
كتب عبد البهاء عن الزّيّ المدرسيّ والنّظافة واللّياقة:
«... وأمّا بخصوص نظام المدرسة يجب أن يرتدي الأطفال، إذا أمكن، ثيابًا على نمط واحد ولو كان القماش مُختلفًا، ومع أنّه من الأفضل أن يكون القماش من نوع واحد فلا ضير من اختلافه إذا صعب الأمر، يجب أن يكون التّلاميذ في غاية النّظافة والطّهارة وكلّما زادت النّظافة هو الأحسن، يجب أن تكون المدرسة في مكان هواؤه في غاية النّقاوة واللّطافة، ويجب الاهتمام بحسن أخلاقهم بكلّ دِقّة، وتشويق الأطفال وحثّهم على فضائل العالم الإنساني، كي ينشأوا منذ الطّفولة على الهمّة العالية والعِفّة وحُسن السّلوك والطّيبة والطّهارة، والعزم الجَزم في الأمور والقوّة في التّصميم، وتجنّب كلّ مهزلة وتفاهة والإقدام بِجِدّ على كلّ هدف حتى تكون الاستقامة والثّبات نصب أعينهم في جميع المواقف.» عبد البهاء 

## التّعليم والتّربية البهائيّة بشكلٍ عمليّ
من بين الأنشطة الأساسيّة الأربعة التي يُحث البهائيون حاليًا على التّركيز عليها، فقد أصبح دعم صفوف الأطفال والانخراط في سلسلة من الدّورات التّدريبيّة المعروفة باسم الحلقات الدّراسيّة جزءًا من الحياة المجتمعيّة للبهائيّين في جميع أنحاء العالم.

### سلسلة دورات معهد روحي
يُطلق على التّسلسل الأكثر شيوعًا اسم روحي، والّذي تمّ تطويره في الأصل في كولومبيا ويتألف حاليًّا من 14 دورة والّتي تتكوّن من مواضيع من الآثار والكتابات البهائيّة عن الدّعاء والتّربية والتّعليم والتّاريخ وغيرها.
التّسلسل للدّورات السّبع الأولى:
- الكتاب الأوّل: تأمّلات في حياة الرّوح.
- الكتاب الثّاني: القيام على الخدمة.
- الكتاب الثالث: صفوف الأطفال - الصّفّ الأوّل.
- الكتاب الرّابع: المظهران الإلهيّان.
- الكتاب الخامس: إطلاق قوى الشّباب النّاشئ.
- الكتاب السّادس: تبليغ أمر الله.
- الكتاب السّابع: السّير معًا على طريق الخدمة.

## مكانة المعلّمين
تُثني الآثار البهائيّة على المعلّمين ومكانتهم، وفي حالة عدم كتابة وصيّة شخصيّة، تنصّ تلك النّصوص على أنّ بعض ميراث الشّخص يذهب إلى معلميه. 
«فَعَلَى كُلِّ إِنْسَانٍ بَعْدَ بُلُوغِهِ وتَحَقُّقِ رُشْدِهِ أَنْ يَسْعَى لِلْحُصُولِ عَلَى الثَّرْوَةِ. وَهَذِهِ الثَّرْوَةُ إِنْ حَصَلَتْ مِنْ طَرِيقِ الصَّنْعَةِ وَالإقْتِرافِ فَهِيَ مَمْدُوحَةٌ ومَقْبُولَةٌ عِنْدَ أُولي النُّهَى. وَبالأَخَصِّ الَّذِينَ قَامُوا عَلى تَرْبِيَةِ العَالَمِ وتَهْذِيبِ نُفُوسِ الأُمَمِ. فَهُمْ سُقَاةُ كَوْثَرِ العِلْمِ وَالمَعْرِفَةِ والهَادُونَ إِلَى سَبِيلِ الحَقِيقَةِ. وَهُمْ الَّذِينَ يُرْشِدُونَ النَّاسَ إِلَى الصِّراطِ المُسْتَقِيمِ ويُطْلِعُونَهُمْ عَلَى سَبَبِ ارْتِقَائِهِمْ وارْتِفَاعِهِمْ. لِأَنَّ الصِّرَاطَ المُسْتَقِيمَ هُوَ الَّذِي يَجْذِبُ الإِنْسَانَ إِلَى مَشْرِقِ الحِكْمَةِ وَمَطْلَعِ العِرْفَانِ وَيُوصِلُهُ إِلَى مَا يَكُونُ سَبَبًا لِعِزَّتِهِ وَشَرَفِهِ وَعَظَمَتِهِ.» بهاء الله  

## مشارق الأذكار (المعابد البهائيّة)
مشارق الأذكار هي المعابد البهائيّة والّتي وُردت ذكرها في الآثار والنّصوص البهائيّة. وهي تُمثّل معبد للتّعبّد، مستشفى، جامعة، مركز صحّيّ، وغيره من الهيئات الإنسانيّة الخيريّة والتّعليميّة. والّتي ستكون بمثابة مركز للمُدُن في الجوامع البهائيّة في المستقبل.

## روابط خارجية
- الحياة الأسرية والأطفال
- الشباب
- القدرة المؤسّسيّة
- التربية والتعليم أساس حياة المجتمع